# Digital Media City állomás
Digital Media City állomás a szöuli metró 6-os vonalának, valamint az AREX és a Kjongi–Csungang (Gyeongui–Jungang) vonalak állomása, mely Unphjong-ku (Eunpyeong-gu) kerületben található.

## Viszonylatok
| 6-os vonal                                | 6-os vonal                                                                       | 6-os vonal                                      |
| ----------------------------------------- | -------------------------------------------------------------------------------- | ----------------------------------------------- |
| Csungszan (Jeungsan) Ungam (Eungam) felé  | 6-os vonal                                                                       | World Cup Stadion Sinne (Sinnae) felé           |
| Kjongi–Csungang (Gyeongui–Jungang)        |                                                                                  |                                                 |
| Szuszek (Susaek) Munszan (Munsan) felé    | Csungang (Jungang) expresszvonat Kjongi–Csungang (Gyeongui–Jungang) személyvonat | Kadzsva (Gajwa) Szöul és Jongmun (Yongmun) felé |
| Hengsin (Haengsin) Kjongi (Gyeongui) felé | Kjongi (Gyeongui) expresszvonat Szöul felé                                       | Sincshon (Sinchon) Szöul felé                   |
| Hengsin (Haengsin) Kjongi (Gyeongui) felé | Kjongi (Gyeongui) expresszvonat Munszan (Munsan) expresszvonat                   | Hongik Egyetem Csiphjong (Jipyeong) felé        |
| AREX                                      |                                                                                  |                                                 |
| Hongik Egyetem Szöul felé                 | személyvonat                                                                     | Magongnaru Incshoni (Incheoni) repülőtér 2 felé |